# Zygmunt Figurzyński
Zygmunt Romuald Figurzyński (ur. 1 kwietnia 1911 w Błagowieszczeńsku, zm. 31 sierpnia 1974 w Warszawie) – polski inżynier elektrotechnik, pionier elektryfikacji kolei w Polsce, profesor zwyczajny nauk technicznych, wykładowca Politechniki Warszawskiej. 

## Życiorys
Uczęszczał do szkół w Rosji. W 1925 wrócił do Polski. W 1928 ukończył I Gimnazjum Miejskie im. gen. Józefa Sowińskiego. Po maturze rozpoczął studia na Wydziale Mechanicznym Politechniki Warszawskiej. Specjalizował się w trakcji elektrycznej. W 1933 uzyskał dyplom inżyniera na podstawie pracy pt. „Elektryfikacja trakcji kolejowej Warszawa – Zakopane”. Po ukończeniu studiów pracował do wybuchu wojny w Biurze Elektryfikacji Węzła Warszawskiego jako kierownik działu sieci.   
Podczas kampanii wrześniowej zostaje ranny. W latach 1940-1944 pracował na kolei w Warszawie jako majster sieciowy przy odbudowie trakcji elektrycznej ruchu podmiejskiego. W latach 1942-43 i 1943-44 wykładał kolejnictwo elektryczne w Państwowej Szkole Zawodowej.
Od stycznia 1945 pracował w Dyrekcji Okręgowej Kolei Państwowych w Warszawie, przy odbudowie trakcji elektrycznej linii Warszawa – Otwock jako kierownik Działu Elektryfikacji. Od lipca 1946 do marca 1947 przebywał jako stypendysta UNRRA na studiach uzupełniających w Stanach Zjednoczonych i Wielkiej Brytanii. Po powrocie do Polski pracował w Biurze Elektryfikacji Kolei w Warszawie na stanowisku Naczelnika Wydziału Technicznego, a następnie do stycznia 1950 Naczelnika Wydziału Zasilania. Kierował też pracownią w Instytucie Naukowo-Badawczym Kolejnictwa, a także przewodniczył komisji studiów w Międzynarodowym Związku Kolejowym. Był członkiem Polskiego Towarzystwa Elektrotechniki Teoretycznej i Stosowanej. Był długoletnim działaczem Stowarzyszenia Elektryków Polskich – członkiem Centralnego Kolegium Sekcji Trakcji Elektrycznej SEP, a także doradcą i konsultantem wielu instytucji.
Jednocześnie od 1945 pracował jako asystent w Katedrze Kolei Elektrycznych PW prowadząc pracę naukową. W 1954 został kierownikiem katedry. Pracował na stanowisku docenta i był prodziekanem Wydziału Elektrycznego PW. W 1959 został profesorem nadzwyczajnym, a w 1969 profesorem zwyczajnym. W latach 1970-1974 był kierownikiem Zakładu Trakcji Elektrycznej. Prowadził także wykłady w Wieczorowej Szkole Inżynierskiej w Warszawie.
Zmarł 31 sierpnia 1974 w Warszawie. Został pochowany na cmentarzu ewangelicko-augsburskim w Warszawie (kwatera AL54-1-30).

## Rodzina
Był synem Stanisława i Julii. Ożenił się z Ireną z domu Kmita, z którą miał syna Zbigniewa i córkę Ewę.

## Ordery i odznaczenia
- Krzyż Kawalerski Orderu Odrodzenia Polski (1973)[1]
- Złoty Krzyż Zasługi (21 marca 1952)[8]
- Srebrny Krzyż Zasługi (5 stycznia 1938)[9]
- Brązowy Krzyż Zasługi (20 lipca 1946)[10]
- Medal 10-lecia Polski Ludowej (19 stycznia 1955)[11]

## Publikacje
- Prostowniki w energoelektryce (1964) (współautor wraz z Andrzejem Frydryszakiem)[12]
- Sieci trakcyjne (1954)[2]
- Przekształtniki (dzieło 2-tomowe, 1951, 1953)[2]